# Château de Saint-Aventin
Le château de Saint-Aventin est un château situé à Verrières, en France.

## Localisation
Le château est situé sur la commune de Verrières, dans le département français de l'Aube.

## Historique
Le château actuel, inscrit remplace en 1840 un château plus ancien en un style néo-classique. Le parc, une allée gazonnée est entourée de deux haies d'arbres centenaires.
L'édifice est inscrit au titre des monuments historiques en 1995.